# Balolé
Balolé est une localité située dans le département de Tanghin-Dassouri de la province du Kadiogo dans la région Centre au Burkina Faso.

## Géographie
Balolé regroupe administrativement les villages de Bogodogo II et de Kouzoughin pour une population totale de 2 645 habitants dénombrés lors du recensement général de la population en 2006.

## Histoire
En juillet 2016, Balolé a été au cœur d'une vive polémique sur l'abattage clandestin massif d'ânes pour le trafic de leurs peaux à destination de la Chine – dans un contexte d'augmentation massive de cette pratique depuis 2015 pour de prétendues vertus médicinales – provoquant en plus des problèmes de pollution locale des points d'eau et d'inconvénients pour les villageois,.

## Santé et éducation
Le centre de soins le plus proche de Balolé est le centre médical (CM) de Tanghin-Dassouri tandis que les hôpitaux se trouvent à Ouagadougou.
Le village possède une école primaire publique.